# Манёвр на Пикисири
Манёвр на Пикисири (порт. Manobra de Piquissiri) — тактическая операция, проведенная бразильским полководцем Луисом Алвесом ди Лима и Силва (маркиз Кашиас) в войне Тройственного союза. Считается самой смелой и творческой на протяжении всего конфликта.
После падения крепости Умайта (июль 1868 года) Франсиско Солано Лопес сосредоточил свои войска на сильной позиции вдоль ручья Пикисири, на левом берегу реки Парагвай, состоящую из 142 артиллерийских платформ вдоль линии длиной 9,1 км, построенную британским инженером-подполковником Джорджем Томпсоном. Чуть севернее находились батареи Ангостуры, защищавшие реку Парагвай.
Чтобы обойти его, Кашиас приказал построить дорогу длиной одиннадцать километров на правом берегу Парагвая, через болота Чако, ведущую в тыл парагвайцев. 11 октября 1122 человека под командованием подполковника Антонио Тибурсио высадились недалеко от Санта-Терезы на западном берегу реки Парагвай. Были высажены дополнительные 2925 пехотинцев, 327 понтонёров, 198 артиллеристов и 94 кавалериста, а общее командование строительством дороги было возложено на инженерного подполковника Руфино Гальвао. Дорога была построена из стволов пальм. 27 ноября Кашиас перенёс свой штаб на западную сторону реки, в Чако. К началу декабря дорога к Санта-Хелене была завершена.
При поддержке императорского флота он переправил 23 000 воинов к началу построенной дороги у Санта-Терезы, по которой они продвинулись по правому берегу реки, обойдя неприятельские укреплённые позиции. Бразильские корабли, прошедшие мимо парагвайских позиций у Ангостуры, продвинулись на север, где повторно посадили подошедшие войска и переправили их на левый берег, в Сан-Антонио, к северу от противника.
Франсиско Солано Лопес, убеждённый, что войска союзников не смогут пересечь Чако, был удивлён атакой союзников с тыла и был вынужден отступить со своими уцелевшими войсками, проиграв сражения при Итороро, Авае и Ломас-Валентинасе.